# Spornitz
Spornitz ist eine Gemeinde im Landkreis Ludwigslust-Parchim in Mecklenburg-Vorpommern (Deutschland). Sie wird vom Amt Parchimer Umland mit Sitz in Parchim verwaltet.

## Geografie
Spornitz liegt etwa acht Kilometer westlich von Parchim am nördlichen Ausläufer der Ruhner Berge, am Übergang der Landschaft in die flachen Ebenen des Landschaftsschutzgebietes Lewitz. Im Süden befinden sich mit dem Langen Berg (124,9 m ü. NHN) und dem Schiefen Berg (119,2 m ü. NHN) die höchsten Erhebungen. Ein großer Teil des Gemeindegebietes ist durch Ackerflächen geprägt, der südöstliche Teil ist bewaldet. Hier und im Osten befinden sich gut erhaltene Reste der Parchimer Landwehr, die eine spätmittelalterliche und wallartige Grenzsicherungsanlage der Stadt Parchim war. Im Nordwesten liegt eine Teilfläche des Naturschutzgebiets Fischteiche in der Lewitz in der Spornitzer Gemarkung, die Müritz-Elde-Wasserstraße bildet dort auf kurzer Strecke die Gemeindegrenze.
Zur Gemeinde gehören die Ortsteile Dütschow, Primank, Spornitz und Steinbeck.
Es existieren drei Gemarkungen:
| Gemarkungs- nummer | Gemarkungs- name  | Gemarkungs- fläche (in ha) |
| ------------------ | ----------------- | -------------------------- |
| 131191             | Spornitz          | 2411,3936                  |
| 131192             | Dütschow          | 1004,3295                  |
| 131193             | Steinbeck-Primank | 1495,2728                  |

## Geschichte
Spornitz wurde um 1300 als Sporniz erstmals urkundlich erwähnt. Der Ortsname leitet sich vom altslawischen Wort sporŭ für reichlich oder fruchtbar ab. Der Ortsname dürfte auf die fruchtbare Umgebung hinweisen. Möglich ist auch die Herleitung vom Lokator des  Dorfes Nachkommen des Zbron.
Am 1. Juli 1950 wurde die bis dahin eigenständige Gemeinde Steinbeck-Primank eingegliedert.

## Politik

### Gemeindevertretung und Bürgermeister
Der Gemeinderat besteht (inkl. Bürgermeisterin) aus 10 Mitgliedern. Die Wahl zum Gemeinderat am 26. Mai 2019 hatte folgende Ergebnisse:
| Partei/Bewerber                             | Prozent | Sitze |
| ------------------------------------------- | ------- | ----- |
| CDU                                         | 46,74   | 5     |
| Wählergruppe Freiwillige Feuerwehr Spornitz | 24,51   | 2     |
| Einzelbewerberin Gnadke                     | 14,98   | 1     |
| Wählergruppe Freiwillige Feuerwehr Dütschow | 8,17    | 1     |
| Einzelbewerber Lobbe                        | 5,59    | 1     |

Bürgermeisterin der Gemeinde ist Britta Gnadke, sie wurde mit 52,39 % der Stimmen gewählt.

### Wappen
| Wappen von Spornitz | Blasonierung: „In Grün zwei schräg gekreuzte goldene Giebelbretter mit abgewendeten Pferdeköpfen, begleitet von sieben bordweise gestellten silbernen Steinen.“ |
| Wappen von Spornitz | Wappenbegründung: In dem Wappen stehen die schräg gekreuzten Pferdeköpfe für die das Dorfbild mit prägenden niedersächsischen Bauernhäuser, die Steine für die vorgeschichtlichen Funde im Gemeindegebiet. Wahrscheinlich stellen die sieben Steine – große Granitblöcke – die Umfassung eines prähistorischen Denkmals dar. Das Wappen und die Flagge wurde von dem Schweriner Heraldiker Heinz Kippnick gestaltet. Es wurde zusammen mit der Flagge am 16. März 2001 durch das Ministerium des Innern genehmigt und unter der Nr. 239 der Wappenrolle des Landes Mecklenburg-Vorpommern registriert. |

### Flagge
Die Flagge ist quer zur Längsachse des Flaggentuchs von Grün, Gelb und Grün gestreift. Die grünen Streifen nehmen je ein Viertel, der gelbe Streifen nimmt die Hälfte der Länge des Flaggentuchs ein. In der Mitte des gelben Streifens liegt das Gemeindewappen, das zwei Drittel der Höhe des Flaggentuchs einnimmt. Die Höhe des Flaggentuchs verhält sich zur Länge wie 3:5.

### Dienstsiegel
Das Dienstsiegel zeigt das Gemeindewappen mit der Umschrift „• GEMEINDE SPORNITZ • LANDKREIS LUDWIGSLUST-PARCHIM“.

## Sehenswürdigkeiten
→ Siehe auch Liste der Baudenkmale in Spornitz
Spornitz
- gotische Kirche vom wohl 13. Jahrhundert aus Feld- und Backstein mit einem Chor mit 5/8-Schluss und dem fast 55 Meter hohen, quadratischen Turm mit einem achtseitigen Turmhelm. Größere bauliche Veränderungen erfolgten um 1840. Die Mehmel-Orgel stammt von 1875 und wurde 2023 restauriert.[9]
- Kriegerdenkmal 1914–18 vor der Kirche
- Forsthaus und Scheune
- Büdnerei mit Scheunenteil
- Sieben Sagensteine, große, tief liegende  Findlinge neben der Eisenbahnlinie, die nach einer Sage sieben untreue, versteinerte Hirten darstellen sollen.
- Reste der Parchimer Landwehr, eines spätmittelalterlichen Grenzsicherungsrings um die Stadt Parchim

Dütschow
- Spätgotische Kirche, als innen flachgedeckter Backsteinbau mit östlichem 5/8-Schluss und hölzernen Westturm von 1742
- Gut Dütschow als ehemalige Staatsdomäne mit dem zweigeschossigen Gutshaus von 1850, nach 1952 Wohngebäude der LPG; nach 1995 bis 2005 saniert.
- Feuerwehrhaus (Spritzenhaus), Dorfstraße 5
- Bahnhof von um 1880 an der Bahnstrecke Parchim–Ludwigslust
- Hallenhäuser, Dorfstraße 13 und 15
- Büdnereien

Steinbeck
- Gutshaus

### Primank
- Kriegerdenkmal 1914–18 in der Dorfmitte
- Büdnerei
- Teil der alten Primanker Höfe im angrenzenden Waldstück
- Eine Ruine aus der Zeit des Torfstiches ist 500 Meter östlich des Ortsausganges
- Hallenhaus, Primanker Dorfstraße 15
- Eine Wüstung des Primanker Gutshaus mit zum Teil zerstörten Schafstall, zur Primanker Dorfstraße 17
- Mordkuhle (auf dem Verbindungsweg zu Steinbeck)

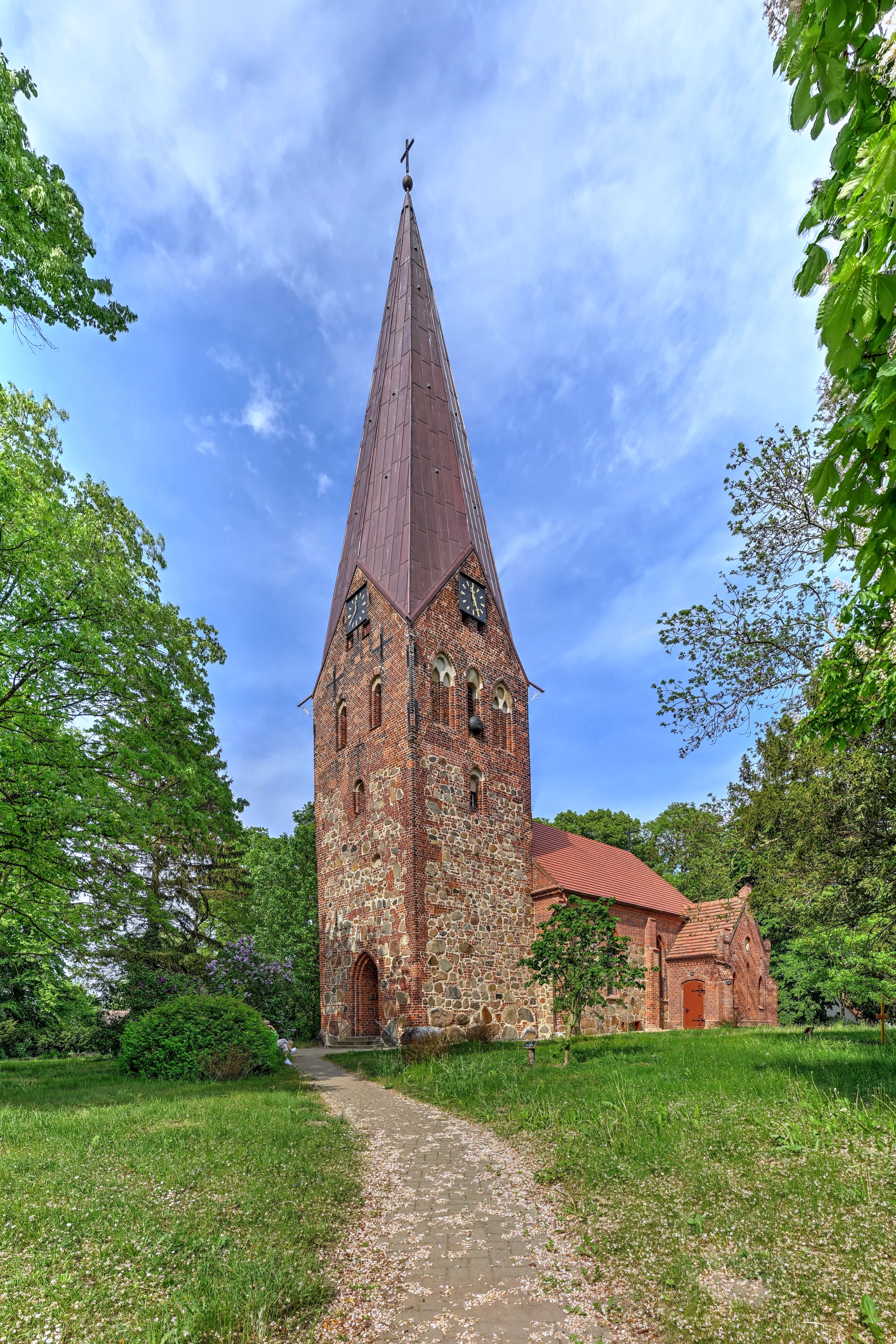
Dorfkirche Spornitz
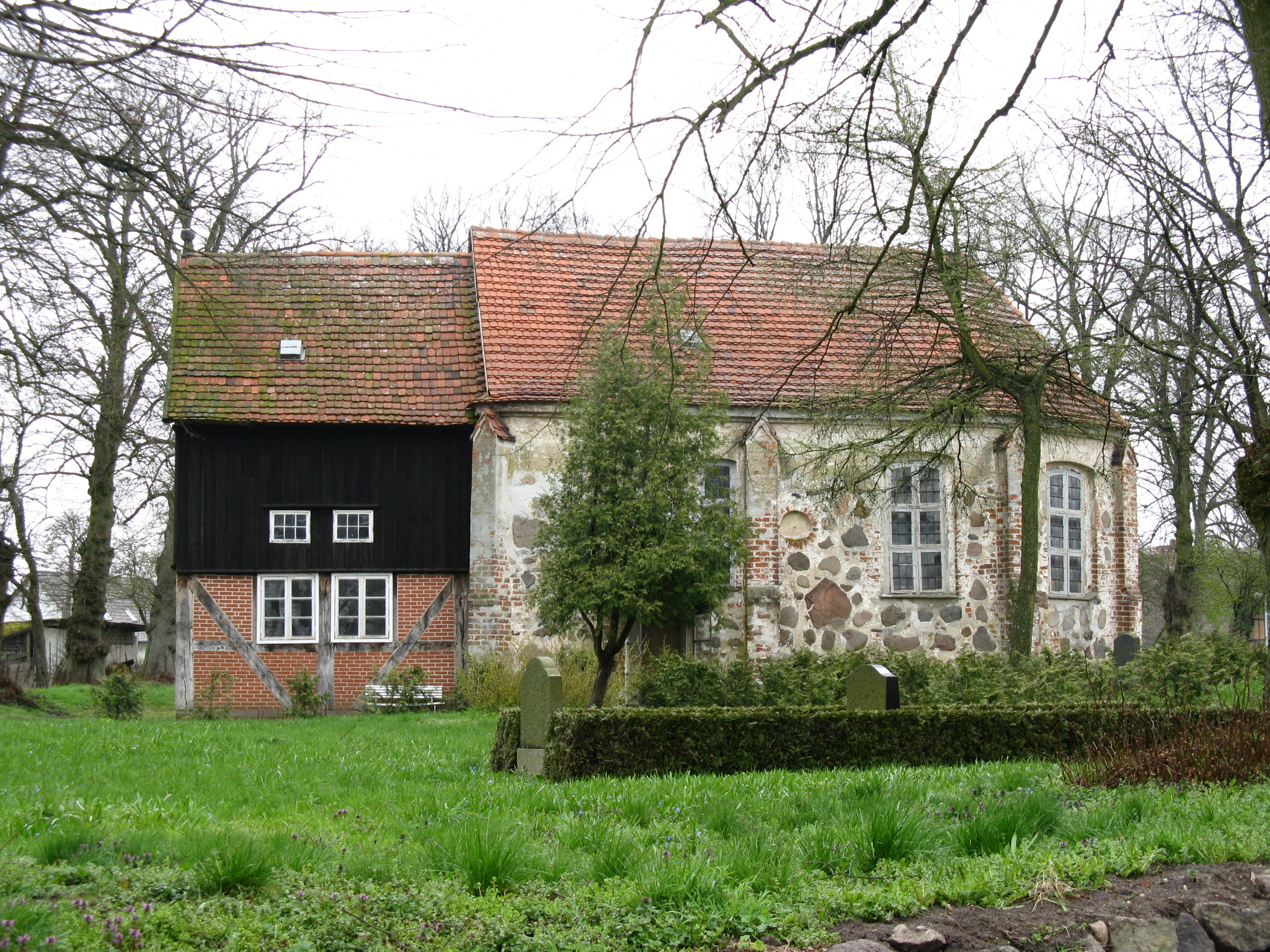
Dorfkirche Dütschow
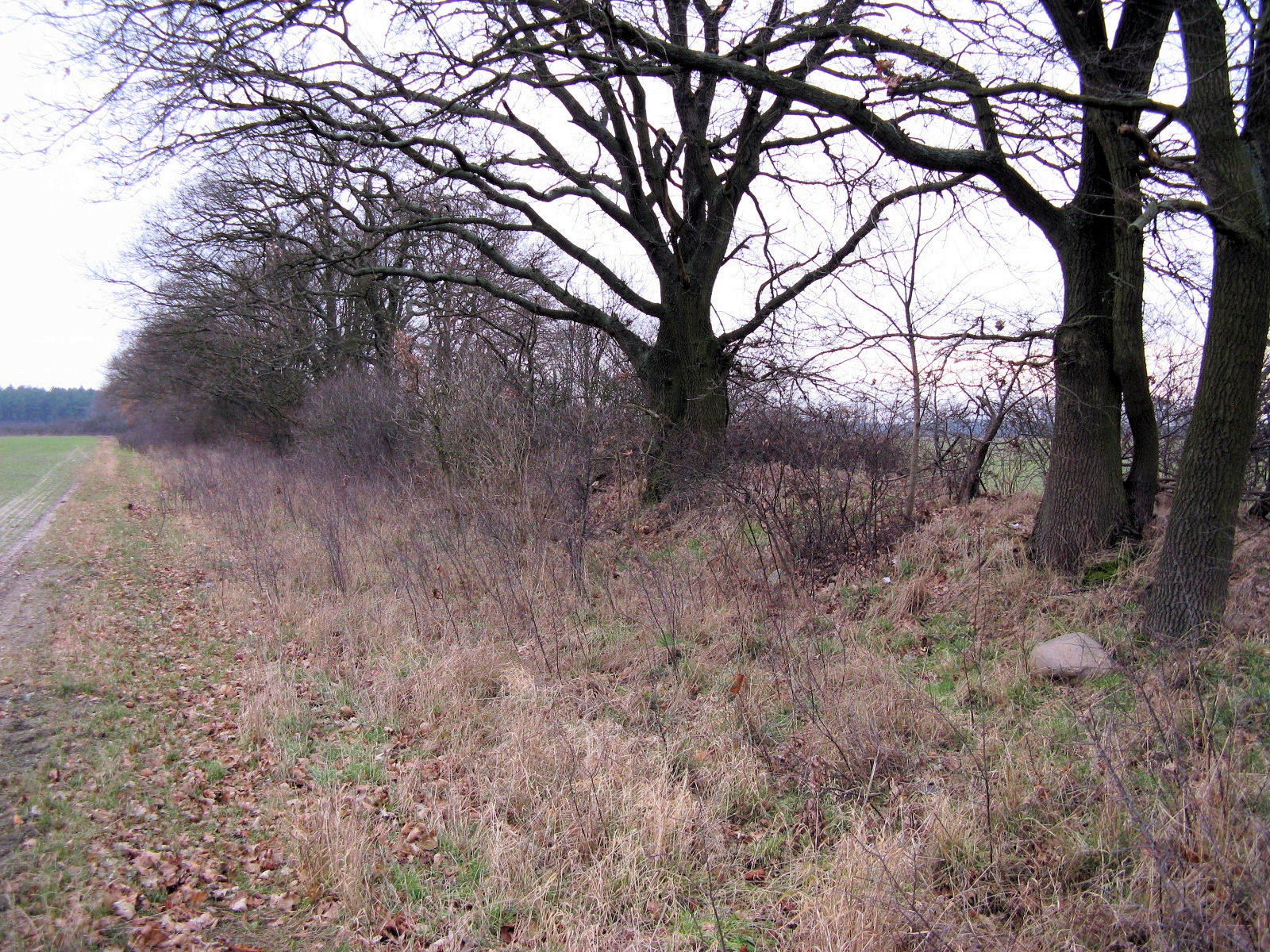
Erdwall der Parchimer Landwehr im Osten von Spornitz
Dorfteich in der Nähe der Kirche

## Verkehr
Durch Spornitz verläuft die Bundesstraße 191, die eine Verbindung zu den Städten Parchim und Neustadt-Glewe herstellt. Die nächste Anschlussstelle zur Bundesautobahn 24 befindet sich bei Neustadt-Glewe in etwa acht Kilometer Entfernung.
Spornitz besitzt einen Haltepunkt, Dütschow einen Bedarfshalt an der von der RB 14 (ODEG) bedienten Bahnstrecke Ludwigslust–Parchim.

## Söhne und Töchter der Gemeinde
- Helmuth Schröder (1842–1909), niederdeutscher Dichter
- Ursula Eisenberg (* 1945), Schriftstellerin
- Reinhard Fritz (* 1946), Maler und Grafiker